# Élections aux parlements des communautés autonomes d'Espagne de 2023
Les élections aux parlements des communautés autonomes espagnoles de 2023 (en espagnol : elecciones autonómicas de 2023) se tiennent le dimanche 28 mai 2023, afin d'élire les députés aux parlements de douze des dix-sept communautés autonomes et les assemblées des deux villes autonomes. Le scrutin se tient le même jour que les élections municipales.

## Mode de scrutin
L'ensemble des douze parlements est élu pour une législature de quatre ans au suffrage universel direct selon les règles du scrutin proportionnel d'Hondt. Dans les quatre communautés multi-provinciales, chaque province forme une circonscription électorale ; dans les deux communautés archipélagiques, chaque île constitue une circonscription, ainsi que l'ensemble du territoire régional dans les Canaries ;  dans les communautés uniprovinciales, le territoire régional forme une circonscription unique, sauf dans les Asturies.

## Date
Le scrutin se tient le 28 mai 2023. Les élections au Parlement valencien, qui avaient été anticipées d'un mois lors de la séquence électorale de 2019, peuvent de nouveau se tenir en mai, en même temps que celles de la plupart des communautés autonomes. Bien que dissoute pour organiser un scrutin en mai 2021, l'Assemblée de Madrid sera renouvelée conformément au calendrier initial, le statut d'autonomie prévoyant qu'une Assemblée dissoute ne fait que conclure la législature interrompue. À l'inverse, les élections anticipées de février 2022 aux Cortes de Castille-et-León, élues en mai 2019, ont ouvert une législature complète de quatre ans.

## Résultats
| Communauté             | Président sortant | Président sortant        | Président sortant | Majorité sortante       | Président élu | Président élu               | Président élu | Majorité formée         |
| ---------------------- | ----------------- | ------------------------ | ----------------- | ----------------------- | ------------- | --------------------------- | ------------- | ----------------------- |
| Aragon                 |                   | Javier Lambán            | PSOE              | PSOE-Podemos-CHA-PAR    |               | Jorge Azcón                 | PP            | PP-Vox                  |
| Asturies               |                   | Adrián Barbón            | PSOE              | PSOE                    |               | Adrián Barbón               | PSOE          | PSOE-CxA (Podemos)      |
| Îles Baléares          |                   | Francina Armengol        | PSOE              | PSOE-UP-MÉS (MpM)       |               | Marga Prohens               | PP            | PP (Vox)                |
| Canaries               |                   | Ángel Víctor Torres      | PSOE              | PSOE-NC-Podemos-ASG     |               | Fernando Clavijo            | CC            | CC-PP-AHI (ASG)         |
| Cantabrie              |                   | Miguel Ángel Revilla     | PRC               | PRC-PSOE                |               | María José Sáenz de Buruaga | PP            | PP                      |
| Castille-La Manche     |                   | Emiliano García-Page     | PSOE              | PSOE                    |               | Emiliano García-Page        | PSOE          | PSOE                    |
| Estrémadure            |                   | Guillermo Fernández Vara | PSOE              | PSOE                    |               | María Guardiola             | PP            | PP-Vox                  |
| La Rioja               |                   | Concha Andreu            | PSOE              | PSOE-Podemos (IU)       |               | Gonzalo Capellán            | PP            | PP                      |
| Communauté de Madrid   |                   | Isabel Díaz Ayuso        | PP                | PP (Vox)                |               | Isabel Díaz Ayuso           | PP            | PP                      |
| Région de Murcie       |                   | Fernando López Miras     | PP                | PP-Cs diss.-Vox diss.   |               | Fernando López Miras        | PP            | PP-Vox                  |
| Navarre                |                   | María Chivite            | PSOE              | PSOE-GB-Podemos (Bildu) |               | María Chivite               | PSOE          | PSOE-GB-Contigo (Bildu) |
| Communauté valencienne |                   | Ximo Puig                | PSOE              | PSOE-Compromís-Unides   |               | Carlos Mazón                | PP            | PP-Vox                  |
| Ceuta                  |                   | Juan Jesús Vivas         | PP                | PP                      |               | Juan Jesús Vivas            | PP            | PP                      |
| Melilla                |                   | Eduardo de Castro        | IND (ex-Cs)       | CpM-PSOE-Cs diss.       |               | Juan José Imbroda           | PP            | PP                      |

## Assemblées locales
Au même moment, se déroulaient des élections dans des assemblées locales de certaines communautés autonomes. En effet, le Pays basque renouvelaient ses parlements foraux (au nombre de trois; une pour chaque province), les îles Baléares renouvelaient ses conseils insulaires (au nombre de quatre), et les Canaries renouvelaient leurs cabildos insulaires (au nombre de 7).
- Élections forales basques de 2023
- Élections aux conseils insulaires des îles Baléares de 2023
- Élections aux cabildos insulaires des îles Canaries de 2023